# رحلة من الجنوب (رواية)
رحلة من الجنوب هي رواية من تأليف الكاتب المغربي حسن أوريد، صدرت عن  دار النشر المركز الثقافي العربي بالدار البيضاء  سنة 2023 و الرواية حسب الكاتب، توطئة، الهدف منها هو استيعاب مضامين السيرة الروائية المثيرة للجدل "رَواءُ مكة" ، التجربة التي أعادته إلى نبع الإيمان الصافي بعد المرور بمرحلة الشك. وبالتالي، يجد القارئ في "رحلة من الجنوب" مظاهر انشطار الذات جراء اصطدامها العنيف مع عوالم جديدة وغريبة الأطوار(الغرب)، كما تتبع تجربة عبد الله بطل الرواية من خلال رحلة الصراع بين الذات والمجتمع. كما أن الرواية كما جاء على لسان كاتبها هي عمل جديد وقديم، وهي في الحقيقة أول عمل كتبه في مسيرته سنة 1985.

## ملخص الكتاب
تروي الرواية قصة حياة عبد الله، ذلك الفتى القادم من قصر السوق (الراشدية حالياً) إلى ثانوية مولاي يوسف العريقة بالرباط. في هذه البيئة الجديدة، يلتقي عبد الله بزميله في الدراسة كريم بناني المنحدر من أسرة ميسورة الحال، لتتشكل بينهما صداقة تكشف عن تناقضات المجتمع وطبقاته المتباينة. و ما يعتري هذه الصداقة من  اختلاف الاذواق و العادات و السلوكيات.
و يصف عبد الله في مذكراته حياته القاسية داخل القسم الداخلي للثانوية، مستعرضا تجربته المليئة بالتحديات والصعوبات. لكنه رغم الظروف الصعبة، يثبت تفوقه الدراسي ونبوغه العلمي، فارضاً وجوده الأكاديمي المتميز في هذه البيئة الجديدة.
تكشف الرواية عن الفوارق الطبقية الصارخة بين حياة الشابين: عبد الله المنحدر من بيئة متواضعة، وكريم بناني ابن الأسرة الثرية. تتجلى هذه الاختلافات في عاداتهما وأذواقهما وسلوكياتهما، مما يجسد الهوة الاجتماعية والاقتصادية التي تفصل بين طبقات المجتمع المغربي.
في خضم هذه الصداقة المتناقضة، ينشأ في قلب عبد الله مشاعر عميقة تجاه نادية، أخت كريم، عندما تُظهر له عطفاً وتفهماً لظروفه. تبقى هذه المشاعر حبيسة صدره، غير قادر على البوح بها رغم توطد علاقته بأسرة كريم بعد نجاحهم جميعاً في امتحانات الباكالوريا بتفوق.
مع بداية مشواره الجامعي في كلية الحقوق، تعتري عبد الله أزمة وجودية عميقة تدفعه للجوء إلى أستاذه السابق في الفلسفة، بلعيد. تتحول لقاءاتهما إلى نقاشات فكرية ودينية تتناول قضايا إشكالية مثل خلق القرآن، وجدلية العقل والنقل، وتجديد الخطاب الديني، ومسألة الاجتهاد، مما يعكس حيرة الشاب وبحثه عن إجابات لأسئلته الوجودية.
تتسارع الأحداث مع معاقرة عبد الله للخمر لأول مرة في الحي الجامعي، ثم في بار بيزا بإيطاليا حيث يلتقي سكيراً فقد الأمل في الحياة. من خلال هذه التجربة، يكشف عبد الله عن رؤيته الفلسفية لأسباب سقوط بعض الناس في دوامة الإدمان، ناقلا حكايات رواد البار المؤلمة على لسان السكير الذي شاركه طاولة الشراب.
يشكل صراع عبد الله الوجودي محوراً أساسياً في الرواية، حيث تتجلى نقاشاته العميقة حول الماضي والتراث والقيم والاستلاب مع زميله في الغرفة عبد الكبير، مما يعكس تمزق الشاب بين قيم موروثة وأخرى وافدة.
في مشهد مؤثر بمقهى البركة بتمارة، يكشف صديقه مصطفى عن سر مؤلم: حمل صديقته نعيمة وما خلفته عملية الإجهاض السرية من شعور بالذنب والعجز. كما يسرد مصطفى قصة قريبه المنحدر من الراشدية والذي اختير للدراسة مع ولي العهد، مما يفتح نافذة على عالم النخبة السياسية
و ينتقل مصطفى للعمل في مصلحة تصحيح الإمضاءات بالبلدية، ليصف أجواء العمل الرتيبة والممارسات المشينة من رشوة وتحرش جنسي تعكس واقعاً إدارياً متردياً.
و يشكل لقاء مصطفى بالضاوية (الإلهام حسب اسمها الجديد) في مكتب قائد المقاطعة منعطفاً دراماتيكياً، حيث يكتشف امتهانها للدعارة الراقية مع سياح خليجيين بعد فقدانها لعذريتها، ليدخل من خلالها عالم السهر والبذخ.
تختتم الرواية بلقاء آخر مع الضاوية، لكن هذه المرة في صورة مغايرة تماماً: زوجة مهاجر مغربي سلفي في هولندا، مرتدية للحجاب، في تحول صادم يعكس سهولة الانتقال من النقيض إلى النقيض في عالم مليء بالتناقضات.

## نقد
بعض النقاد يرون أن هذه الرواية بعنوان "رحلة في الجنوب" هي بمثابة عودة إلى عمله "رواء مكة"، الذي لا يعده رواية، بل رحلة وجدانية، ويقوم منطق المقارنة على أن الرحلة تولد نوعًا من الصدمة، التي تقود من الشك لليقين، أو "من الأَكوان إلى المُكوّن".

## اقتباسات
- "قصة الحياة، مهما كانت، هي قصة الفشل. " L' histoire d'une vie, quelle qu'elle soit est l'histoire d'un échecّ" جان بول سارتر.
- فيما سلف كان هناك شيء يشد عبد الله إلى الحياة اليد البيضاء التي لم تفارقه قط في كل مسار من مسارات حياته. يشعر الآن أن تلك اليد تخلت عنه أن الخيط الذي يشده إلى السماء لم يعد يمرر التيار هو الذي كانت كل شؤونه مرتبطة بالسماء 
- تَعْرِفُ الجملة الشهيرة لدوستويفسكي: لو لم يكن الله جوداً لكان كل شيء مباحاً.
- أكبر خطأ يتهدد السعادة هو التشوف إلى سعادة أكمل 
- في الحياة لا ينبغي إصدار الأحكام. ينبغي الفهم ... كثيرون يعجلون بالأحكام. ينبغي فعل كذا ... لا ينبغي كذا . لا يريدون أن يفهموا أن السقيم مدفوع إلى السقم، أن الجالس وسط مجرى الهواء معرض للزكام، لأنهم منذ صباهم إلى شبابهم استمتعوا بالدفء، بالحرارة، ويصيحون - عن غير بينة - يا للعارا يا للشنار! لم تصابون بالزكام؟
- لا أريد أن أقطع . مع الماضي، أريد أن أغربله ....
- كل بورجوازيي العالم، كل المستغلين، حينما تكشف عوراتهم مستعدون أن يتعاملوا ويتنازلوا، وإن آنسوا ضعفاً، تحولوا إلى وحوش ضارية . الذين لا يتزحزحون هم الذين يستندون إلى مبادئ و لا قيم.
- لأنهم كانوا يحملون ألقاباً أكاديمية كانوا يحسبون أنهم على معرفة بالواقع، وأنهم يستطيعون أن يُقدموا الدروس ويزجوا النصائح ... ترسخ لدي الوعي بأن الواقع أغنى من النظريات.
- "العرب لا يستحقون لغتهم" .  ماسينيون